# Chris Montez
Chris Montez, nato Ezekiel Christopher Montañez (Los Angeles, 17 gennaio 1943), è un cantante statunitense.

## Discografia parziale
Album 
- 1963 - Let's Dance and Have Some Fun
- 1966 - The More I See You
- 1966 - Time After Time
- 1967 - Foolin' Around
- 1968 - Watch What Happens
- 1972 - Let's Dance
- 1983 - Cartas De Amor

Singoli
- 1962 - Let's Dance
- 1962 - Some Kinda Fun
- 1965 - Call Me
- 1966 - The More I See You
- 1966 - There Will Never Be Another You